# Giro dell'Emilia
Il Giro dell'Emilia è una corsa in linea maschile di ciclismo su strada, che si svolge in Emilia, principalmente in provincia di Bologna, ogni anno nel mese di ottobre. Dal 2020 fa parte del circuito UCI ProSeries, classe 1.Pro.
Dal 2014 è affiancato da un'omonima corsa femminile.

## Storia
La storia del Giro dell'Emilia risale ai primi del 1900. La prima edizione della corsa si tenne il 5 settembre 1909 su un percorso di 340 km e fu vinta dal lombardo Eberardo Pavesi. A detenere il record di vittorie complessivo è Costante Girardengo a quota cinque successi, seguito da Gianni Motta e Davide Cassani con tre; anche Fausto Coppi annovera tre affermazioni, ma l'edizione del 1948 non è considerata come ufficiale. Il primo straniero a tagliare il traguardo per primo fu Eddy Merckx nel 1972, complice il fatto che la gara fu inserita nel circuito mondiale, il ché contribuì a darle prestigio internazionale. 
Nell'autunno del 1989 l'organizzazione del Giro dell'Emilia passò al neonato GS Emilia di Adriano Amici.  Le prime tre edizioni organizzate sotto l'egida del G.S. Emilia (1990-1991-1992) partirono dalla sede dell'organizzazione, a Casalecchio di Reno. 
Dal 2005 la corsa è stata classificata come prova di livello 1.HC dell'UCI Europe Tour, prima di essere inserita nel 2020 all'interno del neonato circuito UCI ProSeries, il secondo in ordine di importanza dopo il World Tour, nella classe 1.Pro. Nel suo albo d'oro il Giro dell'Emilia annovera sia molti specialisti delle classiche, come Roger De Vlaeminck, Francesco Moser, Pierino Gavazzi, Maurizio Fondriest e Michele Bartoli, sia molti corridori da corse a tappe, come Gino Bartali, Tony Rominger, Gilberto Simoni, Primož Roglič, Tadej Pogačar, oltre ai già citati Coppi e Merckx.

## Percorso

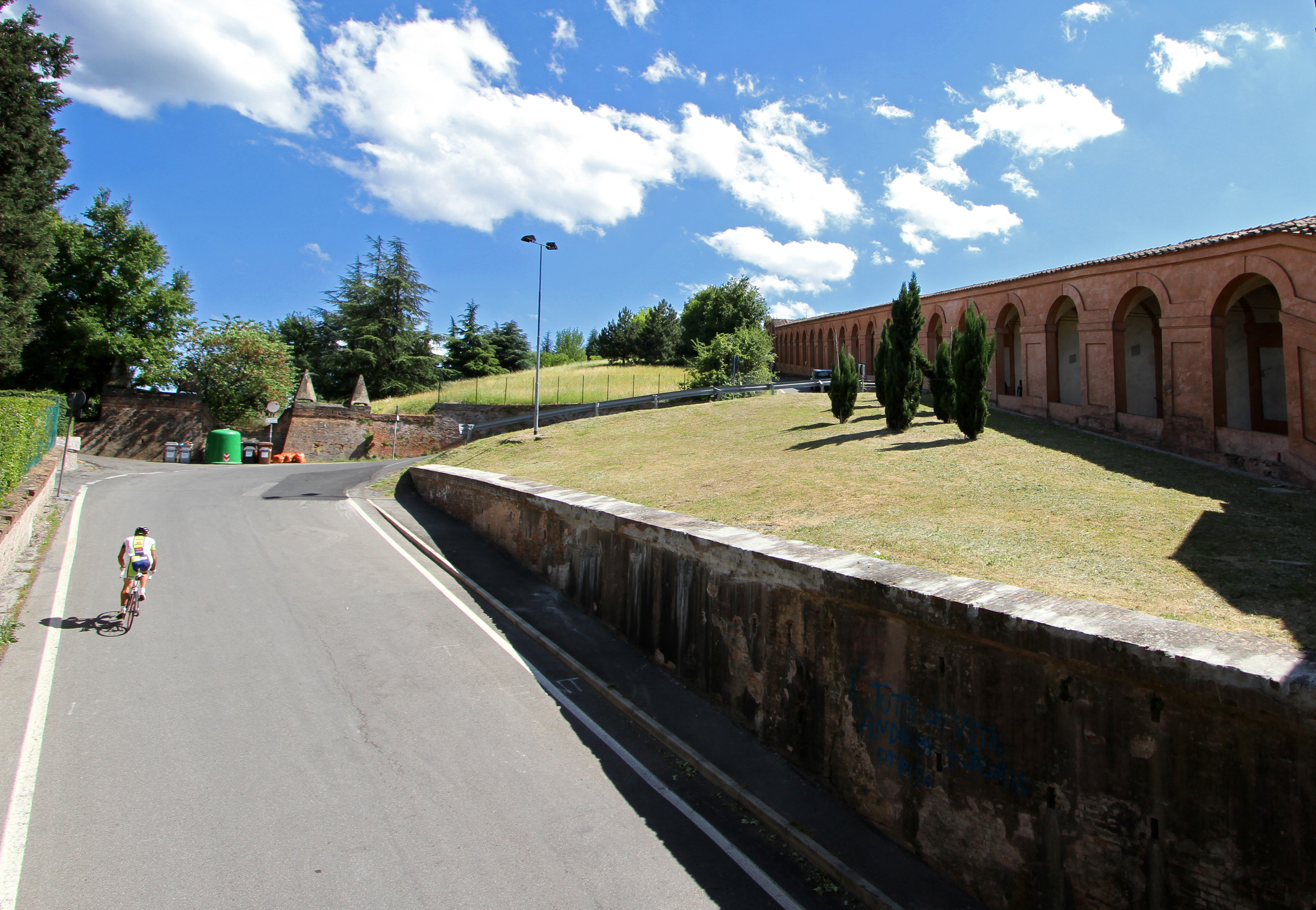
La Curva delle Orfanelle, il punto più duro della scalata al San Luca.

Nel corso della sua storia il Giro dell'Emilia è sempre arrivato a Bologna ad eccezione delle edizioni del 1965 e 1966, in cui arrivò a Baganzola, e del 1997, quando si concluse invece a Reggio Emilia. La corsa non ha tuttavia avuto un traguardo fisso all'interno della città felsinea: se nelle prime edizioni questo era infatti posto all'interno dell'Ippodromo Zappoli, nell'allora periferia ovest della città, successivamente la corsa è arrivata presso il velodromo, lo stadio comunale, viale Silvani, via Borghi Mamo, via Stalingrado, via dell'Indipendenza (dal 1977 al 1991) e i Giardini Margherita (dal 1992 al 1998). Dal 1999, infine, l'arrivo è posizionato in cima al Colle della Guardia, nei pressi del Santuario della Madonna di San Luca.
Casalecchio di Reno, città dove ha sede l'ente organizzatore della corsa, si è ripetuta come sede di partenza della corsa negli anni (2019,2020,2021). Poi successivamente (2022, 2023) Carpi ospitò la partenza del Giro dell'Emilia. Nel 2024 sarà Vignola la prestigiosa sede di partenza. La gara come da tradizione attraversa le ascese dell'Appennino bolognese e modenese. Al ritorno della corsa a Bologna i corridori affrontano solitamente un circuito ondulato sui colli ad ovest del centro cittadino tra cui spicca, appunto, il San Luca, che viene scalato un totale di cinque volte. L'arrivo è posto in cima al quinto passaggio.
La salita di San Luca misura all'incirca 2,1 km e presenta una pendenza media del 10,8% con punte al 18% in corrispondenza della Curva delle Orfanelle, chiamata tale in quanto antistante ad un ex orfanotrofio femminile. L'inizio dello strappo è segnato dal monumentale Arco del Meloncello, il quale è posto a 55 metri s.l.m.; la sommità si trova invece a quota 270 metri, per un dislivello totale di 215 metri. L'intera salita è inoltre caratterizzata dalla presenza di una via porticata che affianca la sede stradale, e che, grazie ai suoi 3.796 metri totali, vanta il record di portico più lungo al mondo oltre ad essere inserita, quale parte del sistema dei Portici di Bologna, tra i patrimoni dell'umanità dall'UNESCO.

## Albo d'oro

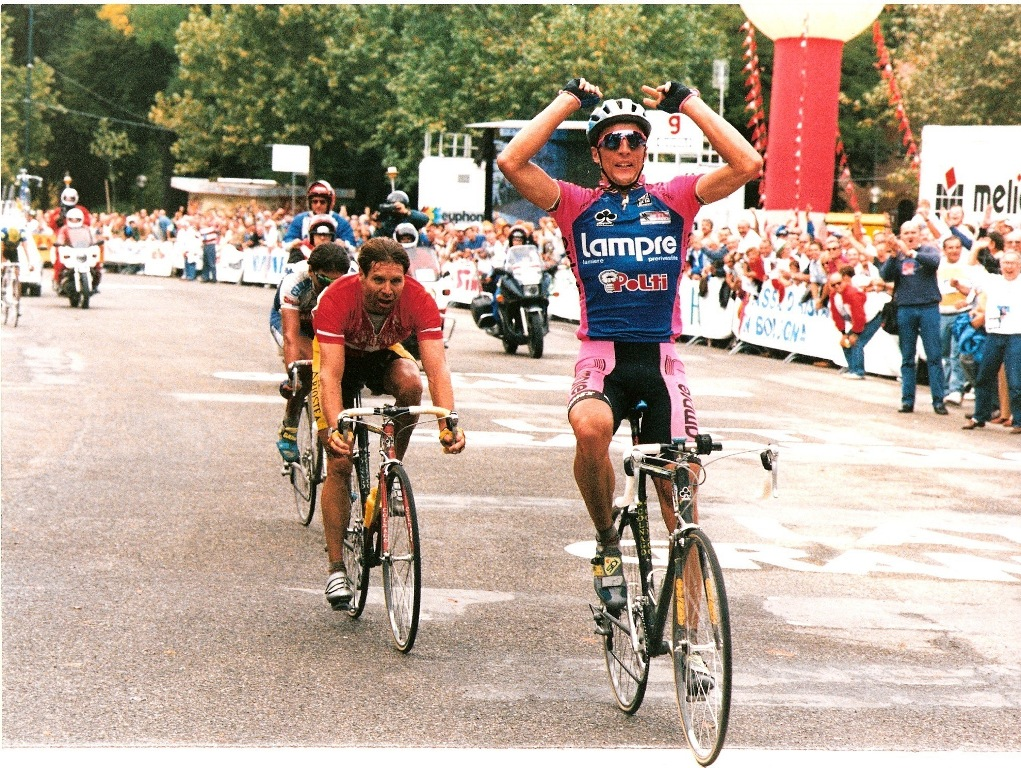
La vittoria di Maurizio Fondriest al Giro dell'Emilia del 1993.

Aggiornato all'edizione 2023.
| Anno      | Vincitore                                           | Secondo                                             | Terzo                                               |
| --------- | --------------------------------------------------- | --------------------------------------------------- | --------------------------------------------------- |
| 1909      | Eberardo Pavesi                                     | Giuseppe Brambilla                                  | Luigi Ganna                                         |
| 1910      | Luigi Ganna                                         | Pierino Albini                                      | Alfredo Sivocci                                     |
| 1911      | Clemente Canepari                                   | Vincenzo Borgarello                                 | Carlo Durando                                       |
| 1912      | Ugo Agostoni                                        | Giuseppe Santhià                                    | Costante Girardengo                                 |
| 1913      | Alfonso Calzolari                                   | Ezio Corlaita                                       | Carlo Durando                                       |
| 1914      | Ezio Corlaita                                       | Costante Girardengo                                 | Carlo Durando                                       |
| 1915-1916 | non disputato a causa della prima guerra mondiale   | non disputato a causa della prima guerra mondiale   | non disputato a causa della prima guerra mondiale   |
| 1917      | Angelo Gremo                                        | Luigi Lucotti                                       | Costante Girardengo                                 |
| 1918      | Costante Girardengo                                 | Leopoldo Torricelli                                 | Alfonso Calzolari                                   |
| 1919      | Costante Girardengo                                 | Ezio Corlaita                                       | Lauro Bordin                                        |
| 1920      | Giovanni Brunero                                    | Costante Girardengo                                 | Emilio Petiva                                       |
| 1921      | Costante Girardengo                                 | Giovanni Brunero                                    | Bartolomeo Aymo                                     |
| 1922      | Costante Girardengo                                 | Alfredo Sivocci                                     | Ugo Agostoni                                        |
| 1923      | Michele Gordini                                     | Giuseppe Enrici                                     | Pasquale Di Pietro                                  |
| 1924      | Pietro Linari                                       | Gaetano Belloni                                     | Costante Girardengo                                 |
| 1925      | Costante Girardengo                                 | Alfredo Binda                                       | Giovanni Brunero                                    |
| 1926      | non disputato                                       | non disputato                                       | non disputato                                       |
| 1927      | Domenico Piemontesi                                 | Alfredo Binda                                       | Allegro Grandi                                      |
| 1928      | Alfonso Piccin                                      | Pietro Fossati                                      | Michele Mara                                        |
| 1929      | Allegro Grandi                                      | Adolfo Bordoni                                      | Felice Gremo                                        |
| 1930      | Mario Bonetti                                       | Camillo Erba                                        | Attilio Pavesi                                      |
| 1931      | Glauco Servadei                                     | Giovanni Tulipani                                   | Renato Scorticati                                   |
| 1932-1933 | non disputato                                       | non disputato                                       | non disputato                                       |
| 1934      | Marco Cimatti                                       | Romeo Rossi                                         | Mario Simoni                                        |
| 1935      | Aldo Bini                                           | Eugenio Gestri                                      | Ruggero Balli                                       |
| 1936      | Giuseppe Olmo                                       | Olimpio Bizzi                                       | Pietro Rimoldi                                      |
| 1937      | Cesare Del Cancia                                   | Adriano Vignoli                                     | Giovanni Gotti                                      |
| 1938      | Corrado Ardizzoni                                   | Bianco Bianchi                                      | Renzo Silvestri                                     |
| 1939      | Serafino Biagioni                                   | Doro Morigi                                         | Giovanni Brotto                                     |
| 1940      | Osvaldo Bailo                                       | Mario Ricci                                         | Pietro Rimoldi                                      |
| 1941      | Fausto Coppi                                        | Enrico Mollo                                        | Gino Bartali                                        |
| 1942      | Adolfo Leoni                                        | Aldo Bini                                           | Cino Cinelli                                        |
| 1943      | Nedo Logli                                          | Primo Zuccotti                                      | Elio Bertocchi                                      |
| 1944-1945 | non disputato a causa della seconda guerra mondiale | non disputato a causa della seconda guerra mondiale | non disputato a causa della seconda guerra mondiale |
| 1946      | Adolfo Leoni                                        | Sergio Maggini                                      | Serse Coppi                                         |
| 1947      | Fausto Coppi                                        | Gino Bartali                                        | Alfredo Martini                                     |
| 1948      | Fausto Coppi                                        | Vittorio Rossello                                   | Settimio Simonini                                   |
| 1949      | Virgilio Salimbeni                                  | Sergio Pagliazzi                                    | Silvio Pedroni                                      |
| 1950      | Luciano Maggini                                     | Enzo Nannini                                        | Danilo Barozzi                                      |
| 1951      | Luciano Maggini                                     | Giorgio Albani                                      | Sergio Pagliazzi                                    |
| 1952      | Gino Bartali                                        | Giuseppe Minardi                                    | Fausto Coppi                                        |
| 1953      | Gino Bartali                                        | Giancarlo Astrua                                    | Lido Sartini                                        |
| 1954      | Nino Defilippis                                     | Rino Benedetti                                      | Michele Gismondi                                    |
| 1955      | Nino Defilippis                                     | Bruno Monti                                         | Eugenio Bertoglio                                   |
| 1956      | Bruno Monti                                         | Adolfo Grosso                                       | Rino Benedetti                                      |
| 1957      | Bruno Monti                                         | Giuseppe Fallarini                                  | Angelo Conterno                                     |
| 1958      | Diego Ronchini                                      | Noè Conti                                           | Vito Favero                                         |
| 1959      | Ercole Baldini                                      | Alessandro Fantini                                  | Walter Martin                                       |
| 1960      | Pierino Baffi                                       | Diego Ronchini                                      | Carlo Brugnami                                      |
| 1961      | Diego Ronchini                                      | Giorgio Zancanaro                                   | Franco Balmamion                                    |
| 1962      | Bruno Mealli                                        | Walter Martin                                       | Antonio Suárez                                      |
| 1963      | Italo Zilioli                                       | Silvano Ciampi                                      | Giovanni Bettinelli                                 |
| 1964      | non disputato                                       | non disputato                                       | non disputato                                       |
| 1965      | Michele Dancelli                                    | Adriano Durante                                     | Franco Bitossi                                      |
| 1966      | Carmine Preziosi                                    | Italo Mazzacurati                                   | Luigi Zuccotti                                      |
| 1967      | Michele Dancelli                                    | Guido De Rosso                                      | Franco Bitossi                                      |
| 1968      | Gianni Motta                                        | Giancarlo Polidori                                  | Claudio Michelotto                                  |
| 1969      | Gianni Motta                                        | Franco Bitossi                                      | Felice Gimondi                                      |
| 1970      | Franco Bitossi                                      | Italo Zilioli                                       | Michele Dancelli                                    |
| 1971      | Gianni Motta                                        | Ole Ritter                                          | Giancarlo Polidori                                  |
| 1972      | Eddy Merckx                                         | Santiago Lazcano                                    | Felice Gimondi                                      |
| 1973      | Franco Bitossi                                      | Marcello Bergamo                                    | Miguel María Lasa                                   |
| 1974      | Francesco Moser                                     | Roger De Vlaeminck                                  | Costantino Conti                                    |
| 1975      | Enrico Paolini                                      | Felice Gimondi                                      | Alfredo Chinetti                                    |
| 1976      | Roger De Vlaeminck                                  | Italo Zilioli                                       | Glauco Santoni                                      |
| 1977      | Mario Beccia                                        | Bernt Johansson                                     | Phil Edwards                                        |
| 1978      | Bernt Johansson                                     | Wladimiro Panizza                                   | Alfio Vandi                                         |
| 1979      | Francesco Moser                                     | Pierino Gavazzi                                     | Silvano Contini                                     |
| 1980      | Gianbattista Baronchelli                            | Wladimiro Panizza                                   | Jørgen Marcussen                                    |
| 1981      | Pierino Gavazzi                                     | Francesco Moser                                     | Silvano Contini                                     |
| 1982      | Pierino Gavazzi                                     | Silvano Contini                                     | Emanuele Bombini                                    |
| 1983      | Cesare Cipollini                                    | Daniele Caroli                                      | Dag Erik Pedersen                                   |
| 1984      | Ezio Moroni                                         | Michael Wilson                                      | Roberto Ceruti                                      |
| 1985      | Acácio da Silva                                     | Claudio Corti                                       | Marino Lejarreta                                    |
| 1986      | Hubert Seiz                                         | Dag Erik Pedersen                                   | Pierino Gavazzi                                     |
| 1987      | Jean-François Bernard                               | Moreno Argentin                                     | Jiří Škoda                                          |
| 1988      | Tony Rominger                                       | Maurizio Fondriest                                  | Rolf Sørensen                                       |
| 1989      | Dmitrij Konyšev                                     | Maurizio Fondriest                                  | Mauro Gianetti                                      |
| 1990      | Davide Cassani                                      | Gilles Delion                                       | Yvon Madiot                                         |
| 1991      | Davide Cassani                                      | Ivan Gotti                                          | Charly Mottet                                       |
| 1992      | Gianni Bugno                                        | Davide Cassani                                      | Stephen Hodge                                       |
| 1993      | Maurizio Fondriest                                  | Pascal Richard                                      | Claudio Chiappucci                                  |
| 1994      | Francesco Casagrande                                | Maurizio Fondriest                                  | Davide Cassani                                      |
| 1995      | Davide Cassani                                      | Massimo Donati                                      | Alessio Di Basco                                    |
| 1996      | Michele Bartoli                                     | Luc Leblanc                                         | Bjarne Riis                                         |
| 1997      | Oleksandr Hončenkov                                 | Sergio Barbero                                      | Felice Puttini                                      |
| 1998      | Mirko Celestino                                     | Massimo Donati                                      | Michele Bartoli                                     |
| 1999      | Michael Boogerd                                     | Massimo Donati                                      | Marcello Siboni                                     |
| 2000      | Gilberto Simoni                                     | Massimo Codol                                       | Mirko Celestino                                     |
| 2001      | Jan Ullrich                                         | Francesco Casagrande                                | Davide Rebellin                                     |
| 2002      | Michele Bartoli                                     | Ivan Basso                                          | Michael Rasmussen                                   |
| 2003      | José Iván Gutiérrez                                 | Aleksandr Kolobnev                                  | Davide Rebellin                                     |
| 2004      | Ivan Basso                                          | Francesco Casagrande                                | Rinaldo Nocentini                                   |
| 2005      | Gilberto Simoni                                     | Fränk Schleck                                       | Mirko Celestino                                     |
| 2006      | Davide Rebellin                                     | Danilo Di Luca                                      | Giuseppe Di Grande                                  |
| 2007      | Fränk Schleck                                       | Davide Rebellin                                     | Chris Horner                                        |
| 2008      | Danilo Di Luca                                      | Davide Rebellin                                     | Aleksandr Kolobnev                                  |
| 2009      | Robert Gesink                                       | Jakob Fuglsang                                      | Thomas Löfkvist                                     |
| 2010      | Robert Gesink                                       | Daniel Martin                                       | Michele Scarponi                                    |
| 2011      | Carlos Alberto Betancur                             | Bauke Mollema                                       | Rigoberto Urán                                      |
| 2012      | Nairo Quintana                                      | Fredrik Kessiakoff                                  | Franco Pellizotti                                   |
| 2013      | Diego Ulissi                                        | Chris Anker Sørensen                                | Davide Villella                                     |
| 2014      | Davide Rebellin                                     | Ángel Madrazo                                       | Franco Pellizotti                                   |
| 2015      | Jan Bakelants                                       | Andrea Fedi                                         | Ángel Madrazo                                       |
| 2016      | Esteban Chaves                                      | Romain Bardet                                       | Rigoberto Urán                                      |
| 2017      | Giovanni Visconti                                   | Vincenzo Nibali                                     | Rigoberto Urán                                      |
| 2018      | Alessandro De Marchi                                | Rigoberto Urán                                      | Dylan Teuns                                         |
| 2019      | Primož Roglič                                       | Michael Woods                                       | Sergio Higuita                                      |
| 2020      | Aleksandr Vlasov                                    | João Almeida                                        | Diego Ulissi                                        |
| 2021      | Primož Roglič                                       | João Almeida                                        | Michael Woods                                       |
| 2022      | Enric Mas                                           | Tadej Pogačar                                       | Domenico Pozzovivo                                  |
| 2023      | Primož Roglič                                       | Tadej Pogačar                                       | Simon Yates                                         |
| 2024      | Tadej Pogačar                                       | Thomas Pidcock                                      | Davide Piganzoli                                    |

## Statistiche

### Plurivincitori
| Pos. | Vincitore           | Vittorie |
| ---- | ------------------- | -------- |
| 1    | Costante Girardengo | 5        |
| 3    | Fausto Coppi        | 3        |
| 3    | Gianni Motta        | 3        |
| 3    | Davide Cassani      | 3        |
| 3    | Primož Roglič       | 3        |
| 5    | Adolfo Leoni        | 2        |
| 5    | Luciano Maggini     | 2        |
| 5    | Gino Bartali        | 2        |
| 5    | Nino Defilippis     | 2        |
| 5    | Bruno Monti         | 2        |
| 5    | Diego Ronchini      | 2        |
| 5    | Franco Bitossi      | 2        |
| 5    | Francesco Moser     | 2        |
| 5    | Pierino Gavazzi     | 2        |
| 5    | Gilberto Simoni     | 2        |
| 5    | Robert Gesink       | 2        |
| 5    | Davide Rebellin     | 2        |

### Vittorie per nazione
| Pos. | Nazione                                        | Vittorie |
| ---- | ---------------------------------------------- | -------- |
| 1    | Italia                                         | 82       |
| 2    | Slovenia                                       | 4        |
| 3    | Belgio Colombia Paesi Bassi Russia             | 3        |
| 7    | Svizzera Spagna                                | 2        |
| 10   | Germania Lussemburgo Francia Portogallo Svezia | 1        |